# Giovanni Marra

Erzbischofswappen von Giovanni Marra

Giovanni Marra (* 5. Februar 1931 in Cinquefrondi, Provinz Reggio Calabria, Italien; † 11. Juli 2018 in Rom) war ein italienischer Geistlicher und römisch-katholischer Erzbischof von Messina-Lipari-Santa Lucia del Mela.

## Leben
Giovanni Marra wurde am 5. Februar 1931 in Cinquefrondi, einer Kleinstadt in der Provinz Reggio Calabria geboren. Am 19. September 1953 empfing er die Priesterweihe. Von 1960 bis 1986 war er am Heiligen Stuhl tätig, zunächst an der Kongregation für den Klerus, dann im Staatssekretariat und schließlich bei der Güterverwaltung des Apostolischen Stuhls. Am 28. Januar 1976 verlieh ihm Papst Paul VI. den Titel Ehrenprälat Seiner Heiligkeit.
Papst Johannes Paul II. ernannte ihn am 7. Juni 1986 zum Titularbischof von Usula und zum Weihbischof in Rom. Die Bischofsweihe spendete ihm Ugo Kardinal Poletti am 28. Juni desselben Jahres in der Lateranbasilika; sein bischöflicher Wahlspruch war Pax et bonum. 
Am 14. November 1989 ernannte ihn Johannes Paul II. zum italienischen Militärbischof und erhob ihn zum Titularerzbischof von Rebellum. Dieses Amt legte er im Januar 1996 nieder. 
Am 17. Mai 1997 wurde Giovanni Marra zum Erzbischof des Erzbistums Messina-Lipari-Santa Lucia del Mela ernannt. Die feierliche Amtseinführung fand am 21. Juni desselben Jahres in der Kathedrale von Messina statt. Sein aus Altersgründen vorgebrachtes Rücktrittsgesuch nahm Papst Benedikt XVI. am 18. November 2006 an. Bis zum Amtsantritt seines Nachfolgers Calogero La Piana im Januar 2007 leitete Giovanni Marra das Erzbistum als Apostolischer Administrator.
Am 3. Januar 2007 wurde Giovanni Marra von Papst Benedikt XVI. zum Mitglied der Kongregation für die Bischöfe ernannt. Vom 5. März 2011 bis zur Amtseinführung des neuen Bischofs im Juni des folgenden Jahres war er Apostolischer Administrator für das vakante Bistum Orvieto-Todi.
Giovanni Marra war Mitglied des Ritterordens vom Heiligen Grab zu Jerusalem und seit 1997 Prior der Komturei in Messina.